# جيمس واتسون (كاتب للأطفال)
جيمس واتسون (بالإنجليزية: James Watson)‏ هو كاتب وكاتب للأطفال بريطاني، ولد في 8 نوفمبر 1936، وتوفي في 28 أبريل 2015.

## وصلات خارجية
- الموقع الرسمي